# Domarady
Domarady (niem. Dompendehl) – osada w Polsce położona w województwie warmińsko-mazurskim, w powiecie bartoszyckim, w gminie Sępopol. W latach 1975–1998 miejscowość administracyjnie należała do województwa olsztyńskiego.

## Historia
Dawniej był to folwark i wieś szlachecka. Folwark w latach 1740-1945 należał do Stadniny Koni Wojskowych w Liskach. W 1935 r. w szkole pracował jeden nauczyciel i uczyło się 48 dzieci. 
W sierpniu 1945 r. utworzono gminę Liski z siedzibą w Domaradach. Już po roku gmina ta została zlikwidowana.
W 1978 r. we wsi był PGR i 11 indywidualnych gospodarstw rolnych, obejmujących 149 ha. W tym czasie we wsi działał punkt biblioteczny. W 1983 r. we wsi było 21 domów i 193 mieszkańców.
W pobliżu wsi znajduje się Kocia Góra – pagórek, uważany za pozostałość po staropruskim gródku. Pierwotną, pruską nazwę wsi – Dowpsadel, z czasem zamieniono na zgermanizowana Dompendehl.